# Isacco Lampronti
Isacco Lampronti (Ferrara, 3 febbraio 1679 – Ferrara, 16 novembre 1756) è stato un rabbino, medico e filosofo italiano.
È vissuto a Ferrara nel periodo del ghetto ed è noto per essere stato l'autore dell'enciclopedia talmudica Paḥad Yiṣḥāq.

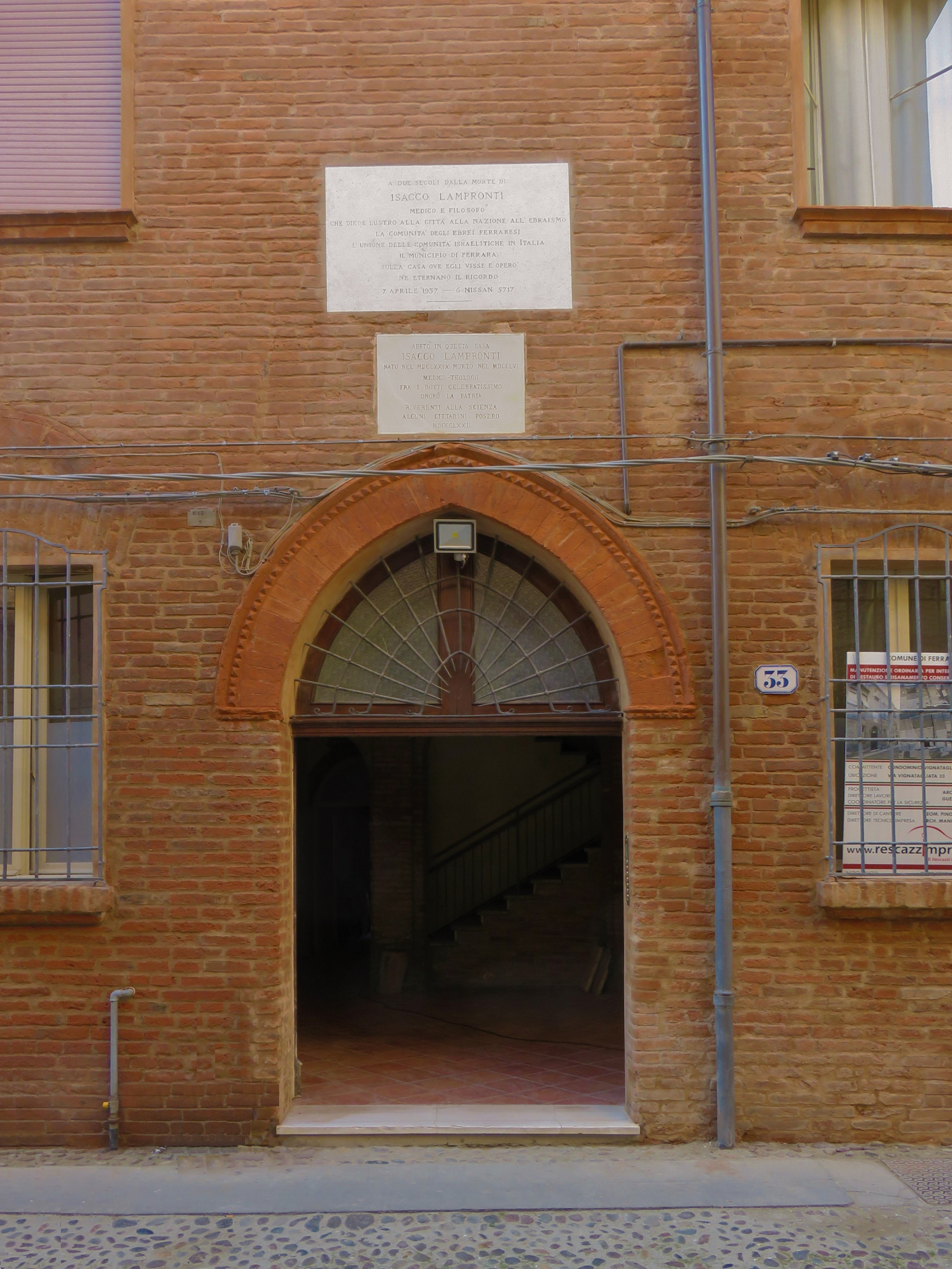
Casa di Isacco Lampronti a Ferrara, in via Vignatagliata

## Biografia
Il nonno veniva da Costantinopoli ed il padre Samuele fu un uomo d'affari di successo che purtroppo morì quando Isacco aveva solo sei anni. Ancora bambino iniziò i suoi studi di ebraico e talmud. Il suo primo insegnante fu il rabbino ferrarese Shabbattai Elchanan Recanati. A quattordici anni fu inviato a Lugo poi andò a Padova, dove studiò medicina e in seguito continuò i suoi studi talmudici a Mantova.
A ventidue anni tornò a Ferrara dove insegnò nella Talmud Torah mentre cominciò ad esercitare la professione medica conquistando ammirazione e rispetto sia come medico sia come insegnante. Per il suo incarico come insegnante di ebraico, italiano ed aritmetica ricevette un salario mensile. Fu predicatore nelle sinagoghe sefardita e italiana. 

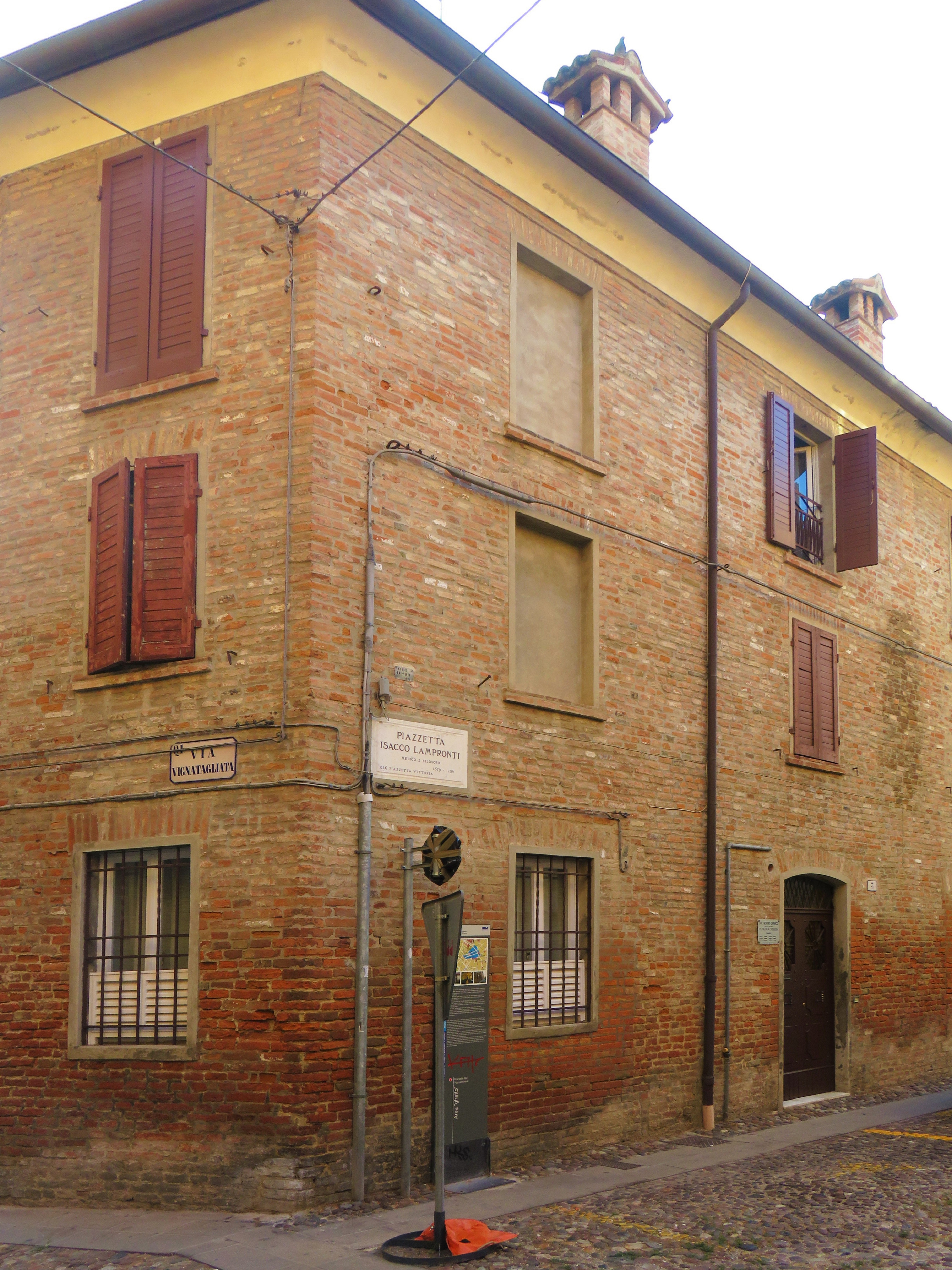
Piazzetta Isacco Lampronti, angolo con via Vignatagliata.

Continuò gli studi del Talmud tutta la vita, sostenne con i suoi guadagni la comunità ebraica spesso in difficoltà e fece dono alla sinagoga spagnola, nel 1710, di una preziosa Arca della Legge.

## Opere
La fama del rabbino Isacco Lampronti è dovuta in particolare al suo maggior lavoro: Pahad Yitzhak (Il timore di Isacco), un'enciclopedia talmudica di grande vastità, in cui tutti i soggetti talmudici sono esposti in ordine alfabetico. Questo testo è anche in tempi moderni un prezioso aiuto per gli studiosi del Talmud, dell'etica e della storia ebraica.
I primi due volumi vennero pubblicati negli ultimi anni di vita dallo stesso autore ma tutto il resto solo molti anni dopo la sua morte. L'opera completa originale si trova a Parigi, presso la Biblioteca nazionale di Francia, per la quale fu acquistato nel 1840.
Oltre a questo lavoro monumentale scrisse anche molti volumi di sermoni ed altre opere.

## Morte
Il rabbino Isacco Lampronti morì all'età di settantasette anni ma non fu possibile segnare la sua tomba con una lapide perché poco prima il papa aveva emesso un'ordinanza che proibiva agli ebrei di erigere pietre tombali, imponendo la distruzione di quelle esistenti.

## Riconoscimenti

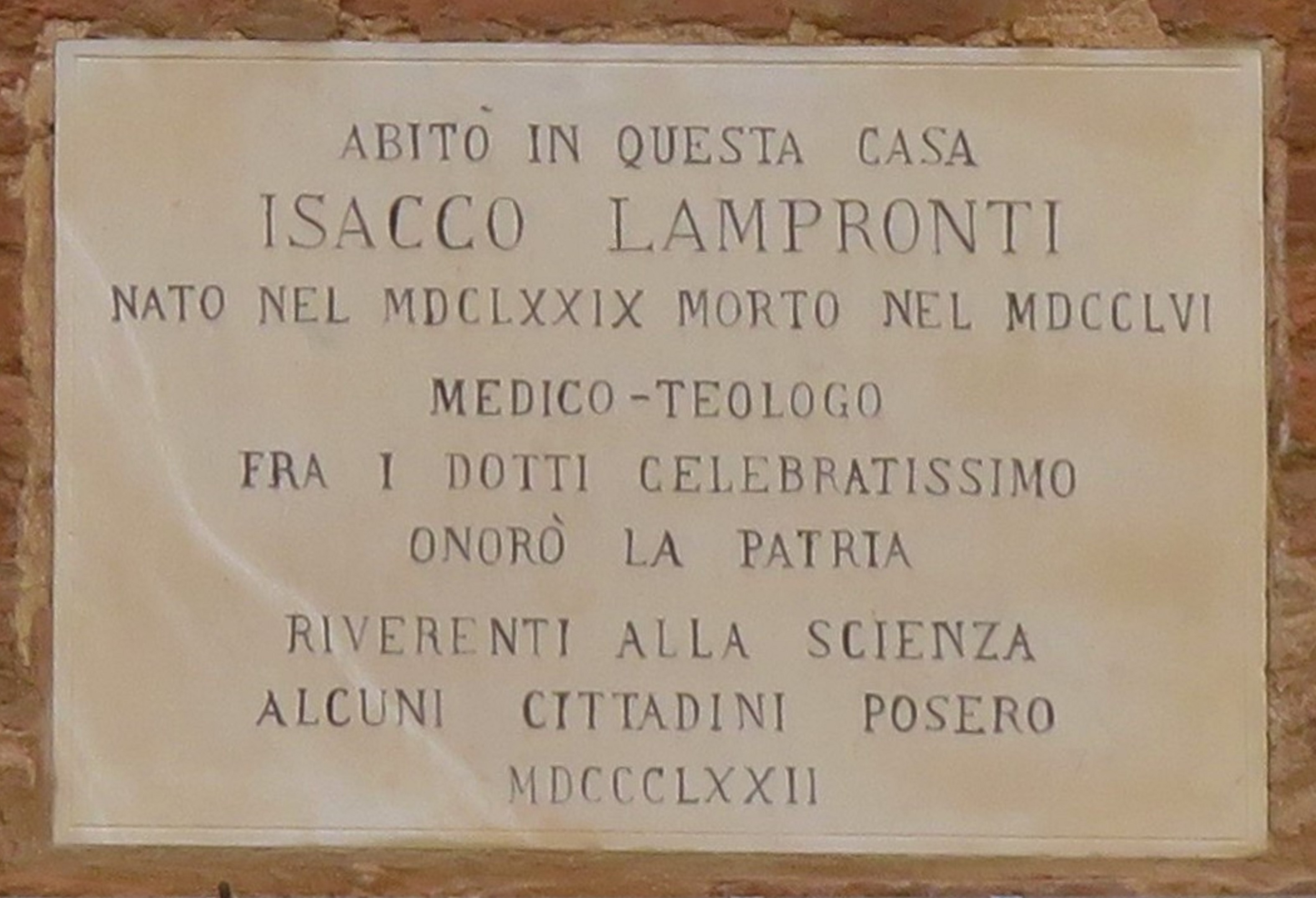
Epigrafe sulla casa di Isacco Lampronti

Oltre un secolo dopo la sua morte i ferraresi ebrei e non ebrei lo ricordarono e nel 1872 posero un'epigrafe sulla casa in cui aveva vissuto e lavorato. Sul marmo è scritto: 
Nel quartiere cittadino dove esisteva il ghetto e dove si trova la sua casa a lui è stata dedicata una piccola piazzetta, un tempo chiamata piazzetta della Vittoria, che unisce via Vignatagliata con via Vittoria.